# Seznam prekmurskih katoliških tiskov (1780–1944)
Seznam prekmurskih katoliških tiskov med 1780 in 1951

## A
- Mikloš Küzmič: ABC kni'zicza na národni soul haszek. ABC könyvetske a' nemzeti iskoláknak hasznokra. 1790
- Mikloš Küzmič: ABC kni'zizca na národni soul haszek. ABC könyvetske a nemzeti iskoláknak hasznokra. 1790
- Abecedár z-steroga sze dêtcza práv szlováriti, takáj csêjti navcsi poulek vnougoga haszna razuma z-nouvics z-ostampani. 1828 (predelana izdaja ABC kni'zicze M. Küzmiča)
- Janoš Murkovič: Abecednik za katholičanske vesničke šolé po velejnyi S. Števana drüžbe po rédi Bárány Ignáca slobodno správleni od Murkovič Jánosa bellatinskoga učitela. 1871
- Janoš Murkovič: Abecednik za katholičanske vesničke šolé po velejnyi S. Števana drüžbe po rédi Bárány Ignáca slobodni správleni od Murkovič Jánoša. 1878

## B
- Boj priprávleni! 1940
- Jožef Klekl st.: Boži slüžabnik Kaszapr Števan. 1943
- Franc Ivanoci: Bratovcsina najszv. Jezusovoga. Krátek isztinszki návuk od pobozsnoszti najszvetejsega szrcza Jezusovoga. 1895
- Franc Ivanoci: Bratovcsina najszv. szrcza Jezusovoga. KRatek isztinszki navuk pobozsnoszti najszvetejsega szrca Jezusovoga. 1904
- Jožef Klekl st.: Bratovcsina karmelszkoga skapulira blázsene Device Marije. Pobozsna knizsica za kotrige té bratovcsine ino za vsze verne dűse, stere sze po Marijinom oblacsili, po szvétom skapuliri pekla resiti scséjo. Szpiszana po ednoj nevrednoj kotrigi toga lepoga Marijinoga drüstva. 1901
- Jožef Klekl st.: Bratovčina svetoga živoga rožnoga -venca. Bratovčinska knižica za Rože Zložo jo je Klekl Jožef. 1912
- Jožef Klekl st.: Bratovčina svetoga živoga rožnogavenca. Bratovčinska knižica za Rože. Zložo jo je Jožef Klekl. (1914)

## D
- Jožef Klekl st.: Den Marijine zapuščenosti. Zadoščenje žalostne Matere Bože. Zadoščen je prečiste Matere bože. Molitve za časa bila, Daritev čistih düš za dűhovnike v tolažbo srci Jezušovomi. Dár Marijinoga lista ob priliki desetletnice. 1915
- Jožef Borovnjak: Dühovna hrána ali knizsica puna lepih návukov molitev i peszem za kath. kerscsenike. 1868
- Jožef Borovnjak: Dühovna hrána ali knizsica puna lepih návukov molitvic i peszmic za kath. kerscsenike. 1871
- Jožef Borovnjak: Dühovna hrána ali knizsica puna lepih návukov i peszmic za kath. kerscsenike. 1892

## F
- Fundamentne regule rim. katolicsanszkoga szlovenszkoga (windiskoga) betezsne pomágajoucsega drüstva szv. Jozsefa vu Bethlehemi, Penna. Drüstvo sze je zacsnolo 1916 Juniusa 4-ga. Csáderüvano 1922 Márciusa 6-ga. Fundamentne regule szo ponávlene 1922 Aprilisa 1-ga. Fundamentne regule znouva ponávlene 1934 Januára 1-ga. (v angleščini in prekmurščini, ?)

## H
- Jožef Klekl st.: Hodi k oltarskomi svestvi. Molitvena kniga za vse najplemeniteše oltarsko svestvo lübéče krščenike, posebno za mladino, za kotrige Oltarskoga svestva i Srca Jezusovoga bratovščin. Spisa: Klekl Jožef. Dobi se kniga pri pisateli v Čerensovci. 1910
- Jožef Klekl st.: Hodi k oltarskomi svestvi. Molitvena kniga za vse najplemeniteše oltarsko svestvo lübeče krščenike, posebno za mladino, za kotrige Oltarskoga svestva i Srca Jezušovoga bratovčin. Spisao Klekl Jožef, plebanoš v pokoji. Črensovci, Prekmurje, Klekl Jožef, 1923. II. izdaja. 1923

## J
- Jožef Košič: Jezus moje po'selejnye. Katolicsanszka molitvena kniga z-navcsenyom k-verno-pobo'snomi 'sivlejnyi. 1851
- Jožef Košič: Jesus moje po'selejnye. Katolicsánszka molitvena kniga z-navcsenyom k-verni-pobo'snomi 'sivlejnyi. 1852
- Jožef Košič: Jezus moje po'shelejnye. Katolicsánszka molitvena kniga z-navcsenyom k-verno pobosnomi 'sivlejnyi iti czérkveni peszmi. 1861
- Jožef Košič: Jezus moje po'zelenje ali r. kr. katholicsanszka molitvena kniga. Popravleni natisz. 1875
- Jožef Košič: Jezus moje poželenje ali r. kr. katholicsanszka molitvena kniga. Popravlenji natisz. 1885
- Jožef Košič: Jezus moje poželenje ali r. kr. katholicsanszka molitvena kniga. Popravleni natisz. 1892
- Jožef Košič: Jezus moje pošelenje ali r. kr. katholicsanszka molitvena kniga. 1892
- Jožef Košič: Jezus moje poželenje ali r. kr. katholicsanszka molitvena kniga. 1898
- Jožef Košič: Jezus moje poželenje ali r. kr. katholicsanszka molitvena kniga. Popravleni IV. natisz. 1898
- Jožef Košič: Jezus moje poželenje ali r. kr. katholicsanszka molitvena kniga. Poprávlena natisz. 1898
- Jožef Košič: Jezus moje poželenje ali r. kr. katholiscanszka molitvena kniga. Poprávleni natisz. 1898
- Jožef Košič: Jezus moje poželenje ali r. kr. katholicsanszka molitvena kniga. Poprávleni IV. natisz. 1898
- Jožef Košič: Jezus moje poželenje ali r. kr. katholicsanszka molitvena kniga. 1903
- Jožef Košič: Jezus moje poželenje ali r. kr. katholicsanszka molitvena kniga. 1909
- Jožef Košič: Jezus moje poželenje ali r. kr. katholicsanszka molitvena kniga. Poprávleni natisz. 1910
- Jožef Košič: Jezuš moje pozselenje ali r. kr. katholicsanszka molitvena kniga. Poprávleni natisz. 1916

## K
- Ka nam je potrebno? (1939)
- Jožef Klekl st.: Kaj more en tretjerednik znati i zdržati? Vküppostavo Klekl Jožef. 1914
- Jožef Klekl st.: Karmelskoga škapulare bratovčina. Spisao: Klekl Jožef: Drüga izdaja. Dobi se v Čerensovcih pri pisateli. 1913
- Ivan Baša: Katoličanski katekizmus. Tretji natis. Z odobrenjem lavantinskega škofijskega ordinariata z dne 16. januarja 1926, št. 108. Maribor 1926
- Jožef Sakovič: Katolicsanszki katekizmus z glávnimi zgodbami biblije za soláre. I.-II. razreda. 1907
- Jožef Sakovič: Katolicsanszki katekizmus z glávnimi zgodbami biblije za soláre I.-II. razreda. 1909
- Jožef Sakovič: Katolicsanszki katekizmus z glavnimi zgodbami biblije za solare I.-II. razreda. Tretji natisz. Budapest. Od Drüzsbe szvetoga Stevana. 1943 (prinaredil ga je I. Baša)
- Jožef Sakovič: Katolicsanszki katekizmus z glavnimi zgodbami biblije za solare I.-II. razreda. Tretji natisz. Budapest. Od Drüzsbe szvetoga Stevana. 1943 (prinaredil ga je I. Baša)
- Ivan Baša: Katolicsanszki katekizmus za solare III.-V. razreda. Budapest. Od Drüzsbe szvétoga Stevana (szlovén kis katekizmus). 1909
- Ivan Baša: Katoličanski katekizmus za solare III.-V. razreda. Drügi natisz. Budapest. Od Drüzsbe szvétoga Stevana. 1913
- Ivan Baša: Katolicsanszki katekizmus za solare III.-VI. razreda. Tretji natisz. Budapest. Od Drüzsbe szvetoga Stevana. 1943. Stephaneum nyomda Budapest. (1943)
- Jožef Novak: Kniga knig je sv. Biblija!
- Kniga knig je sv. Biblia! Ka čteš ti Biblio? (1940)
- Mikloš Küzmič: Kniga molitvena, v-steroj sze nahájajo rázlocsne ponizne molitvi, z-dvójim pridavekom, na haszek szlovenszkoga národa sz-pobo'snim sztroskom nikih plemenitih dobrocsinitelov na ſzvetloſzt dána. 1783
- Mikloš Küzmič: Kniga molitvena, v-steroj sze nahájajo rázlocsne ponizne molitvi, z-dvojim pridavekom. 1796
- Mikloš Küzmič: Kniga molitvena, v-steroj sze nahajajo rázlocsne ponizne molitvi, z-dvojim pridavekom, na haszek szlovenszkoga národa na szvetloszt dana. 1813
- Mikloš Küzmič: Kniga molitvena, v-steroj sze nahajajo rázlocsne ponizne molitvi. 1821
- Mikloš Küzmič: Kniga molitvena, v-steroj sze nahájajo razlocsne ponizne molitvi, z-dvojim pridavekom, na haszek szlovenszkoga národa na szvetloszt dána. 1838 (primerek ni v razvidu)
- Mikloš Küzmič: Kniga molitvena, v-steroj sze nahajajo rázlocsne ponizne molitvi, z-dvójim pridavekom. Na haszek katolicsánszkim kerscsenikom. 1843
- Mikloš Küzmič: Kniga molitvena, v-steroj sze nahajajo rázlocsne ponizne molitvi, z-dvojim pridavekom. Na haszek katolicsanszkim kerscsenikom. 1846
- Mikloš Küzmič: Kniga molitvena, v-steroj sze nahajajo rázlocsne ponizne molitvi, z-dvójim pridavekom. Na haszek katolicsánszkim kercsenikom. 1847
- Mikloš Küzmič: Kniga molitvena, v-steroj sze nahajajo razlocsne ponízne molitvi z-dvojnim pridavekom. Na haszek katolicsánszkim krscsenikom znouvics vödáni Zbougsana i z-níkemi lejpimi molitvami, i kejpmi povéksana. Z-pridavkom na 23 lejt szlü'sécsega kalendaria i k-tomi szlisajoucsi drügi dugovány. 1853 (primerek ni v razvidu)
- Mikloš Küzmič: Kniga molitvena v-steroj sze nahajajo rázlocsne ponizne molitvi, z-dvójim pridavekom. Na haszek katolicsanszki krscsenikom. 1853
- Mikloš Küzmič: Kniga molitvena- v-steroj sze nahajajo rázlocsne ponizne molitvi, z-dvojnom pridavekom. Na haszek katolicsánszkim kerscsenikom znouvics vödána. Zbougsana i z-níkemi lejpimi molitvami, peszmami, i kejpmi povéksana. Z-pridavkom na 26 lejta szlü'sécsega kalendaria i k-tomi szlísajoucsi drügi dugovány. 1855
- Mikloš Küzmič: Kniga molitvena sztaro-szlovenszka. V-steroj sze najdejo razlocsne molitvi litanie, szv. pesmi za vszako prilozsno potrebcsino, i szv. krizsna pot. Na haszek katolicsánskim krscsenikom. 1864 (prenaredil jo je Jožef Borovnjak)
- Mikloš Küzmič: Kniga molitvena sztaro-szlovenszka. V steroj sze najdejo razlocsne molitvi, litanie, szv. peszmi za vszak prilozsno potrebcsino, i Szv. krizsna pot. Na haszek katolicsanszkim krscsenikim. 1869 (prinaredil jo je J. Borovnjak)
- Mikloš Küzmič: Kniga molitvena. Bogábojécsim düsam dána. Sztáro-szlovenszka. 1877 (prinaredil jo je J. Borovnjak)
- Mikloš Küzmič: Kniga molitvena. Bogábojecsim düsam dána. Sztáro-szlovenszka. 1877 (prinaredil jo je J. Borovnjak)
- Mikloš Küzmič: Kniga molitvena. Bogábojécsim düsam dána. Sztáro-szlovenszka. 1891 (prinaredil jo je J. Borovnjak)
- Mikloš Küzmič: Kniga molitvena bogábojécsim düsam dána. Sztáro-szlovenszka. 1909 (prinaredil jo je J. Sakovič)
- Mikloš Küzmič: Krátka summa velikoga katekizmussa z-szpitávanyem, i odgovárjanyem mladoszti na návuk vu czaszarszki, králeszki dr'sányaj. 1780
- Mikloš Küzmič: Krátka summa velikoga katekizmusa z-szpitávanyem odgovárjanyem mladoszti na návuk czaszarki, i kraleszk dr'sányaj. 1796
- Mikloš Küzmič: Krátka summa velikoga katekizmussa z-szpitávanyem, i odgovárjanyem mladoszti na návuk vu czaszarszki, i králeszki dr'sányaj. 1804
- Mikloš Küzmič: Krátka summa velikoga katekizmusa z-szpitávanyem, i odgovárjanyem mladoszti na návuk vu czaszarszki, i králeszk dr'sányaj. 1833
- Mikloš Küzmič: Krátka summa velikoga katekizmussa z-szpitávanyem, i odgovárjanyem mladoszti na návuk vu czaszarszki, i králeszki dr'sányaj (1844)
- Mikloš Küzmič: Krátka summa velikoga katekizmusa z-szpitávanyem i odgovárjanyem mladoszti na návuk vu czaszarszki, i králeszki dr'sányaj. 1845
- Mikloš Küzmič: Krátka summa velikoga katekizmussa z-szpitávanyem i odgováranyem mladoszti na návuk vu czaszarszki, i králeszki dr'sányaj. 1852
- Jožef Košič: Krátka summa velikoga katekizmussa z-szpitávanyem, i odgovárjanyem mladoszti na návuk vu czaszarszki, i králeszki dr'sányaj. 1853
- Mikloš Küzmič: Krátka summa velikoga katekizmussa z-szpitávanyem i odgovarlyanyem mladoszti na návuk vu czaszarszki, i králeszki dr'sányaj. 1868
- Mikloš Küzmič: Krátka summa velikoga katekizmusa z-szpitvávanyem, i odgovárjanyem za katholicsánszke soule z-nouva vö dána od drüsttva sz. Stevana. 1873
- Mikloš Küzmič: Krátka šumma velikoga katekizmuša spitávanyem, i odgovárjanyem za katoličánske šóle z-nóva vö dána od Drüžtva sv. Stevana. 1883 (prinaredil jo je J. Borovnjak)
- Mikloš Küzmič: Krátka summa velikoga katekizmuša spitvávanyem, i odgovárjanyem za katoličánske šóle z-nóva vö dána od Drüžtva sv. Stevana. 1892
- Mikloš Küzmič: Krátka summa velikoga katekizmusa z-szpitvávanyem i odgovárjanyem mladoszti na návuk. 1906 (skupaj s Szvétomi evangeliomi, 1906)
- Franc Ivanoci: Kratki isztinszki navuk od pobozsnoszti i bratovcsine preszvetoga szrca Jezusovoga. 1908
- Mikloš Küzmič: Krátki krsztsánszki návuk za málo deczo (odlomek iz Szlovenszke silabikárja v Knigi molitveni, 1891)
- Krátki krsztsánszki návuk za málo deczo. 1895 (predelava Szlovenszke silabikárja, avtor je neznan)
- Jožef Košič: Kri'sna pout na XIV stácie ali posztojaliscsa razdeljena. 1843
- Jožef Košič: Kri'sna pout na 14 stáczie ali posztojaliscsa razdeljena za katolicsanszke krscsenike 1855 (skupaj s Knigo molitveno, 1855)
- Jožef Košič: Krizsna Pout na XIV Stácie ali Posztojaliscsa razdeljena. Stampano pri Seiler Henrika doviczi v-Szombathelyi. (1890)
- Jožef Košič: Krizsna pout na XIV stácie ali posztojaliscsa razdeljena. 1895
- Jožef Košič: Krizsna pout na XIV. stácie ali posztojaliscsa radeljena. 1900
- Jožef Košič: Krizsna pout na XIV stacie ali posztojiscsa razdeljena Szpravlena po-Kossics Józsefi. Trétjekrát nalozseno brezi vszega preinacsenyá. 1906
- Jožef Pustaj–Jožef Borovnak–Jožef Bagari: Krscsánszko katholicsánszke cerkvene peszmi sz potrejbnimi molitvami i vnógimi vogrszkimi peszmami. Za skolnike, katholicsánszko mladézen, ino za vszákoga pobozsnoga krscseníka. Vö dáne od Drüstva szvétoga Stevana. Prvi natisz. 1893
- Krv Krisztusova. Vödano po Chrovát Ivani, Vágujhely. (Nyitra m.). Stamp Klimeša i Pivka v Lipt. Sv. Miklosi. (?)

## L
- Franc Ivanoci: Litanie preszvétoga Szrca Jezusovoga. 1899

## M
- Peter Kolar: Mála biblia z-kejpami ali zgodba zvelicsanya za málo decsiczo za I-II razréd normálszke sóle piszana po Gerely Józsefi. 1897
- Peter Kolar: Mála biblia z-kejpami ali zgodbe zvelicsanya za málo decsiczo. Za I-II razréd normálszke sole piszana po Gerely Józsefi. 1898
- Peter Kolar: Mála biblia z-kejpami ali zgodba zvelicsanya za málo decsiczo. Za III-IV razréd normálszke sole piszana po Gerely Józsefi.
- Jožef Pustaj: Mála molitvena kniga s potrejbnimi molitvami i vnógimi peszmami za katholicsánszko mladézen. Szpiszana po Pusztai Józsefi, skolniki. I. natisz. 1900
- Ferenc Ivanoci: Mála rocsna molitvena knizsica za Marijine csastilcze. Z-lepomi molitvami, zlasti za Drüzsbp svetega Rozsnega venca in za ude Drüzsbe vecsni st. Mess vcsast Marije Brezmadezsne Device. »Z-prisztávkom« za III-red szt. ocseta Franciska. Pervi natisz. 1898
- Jožef Borovnjak: Mali katekizem za obcsinszke lüdszke sole. 1880
- Mikloš Lutar: Máli katekizmus za katholicsánszke soule posztávleno od Luttar Miklos. 1888
- Mikloš Lutar: Mali katekizmus za katholicsanszke soule. 1891
- Mikloš Lutar: Máli katekizmus za katholicsánszke soule. Trétye vödánye. Posztávleno od Luttár Miklos vucsitela v-Gancsani. 1892 (primerek ni v razvidu)
- Mikloš Lutar: Máli katekizmus za katholicsánszke soule. Strto vödánye. Posztávleno od Luttár Miklos. 1894
- Jožef Radoha: Molite bratje! Molitvenik povzeti iz spisov sv. Janeza Krstnika Marije Vianneya arskega župnika. V prekmurščino prepisao J. Radoha. V Murski Soboti, 1929.
- Jožef Sakovič: Molite bratje! Molitvena kniga povzeta iz spisov Sv. Ivana Marije Vianneya arskoga plebanoša. Odobrena od cerkvene oblasti. 1930
- Jožef Sakovič: Molite bratje! Molitvena kniga povzeta iz spisov sv. Ivana Vianneya arskoga plebanoša, V prekmurščino prepisau Sakovič Jožef plebanuš, Tretja izdaja. 1936
- Franc Ivanoci: Molitev k-szvétomi Józsefi. 1896
- Mikloš Küzmič: Molitvena kniga sztároszlovenszka puna odebránih lepih molitev, litanijah, peszem, vu vszákoj dühovnoj potrebcsini kath. kerscsenika, i križna pót. 1868 (prinaredil jo je J. Borovnjak)
- Mikloš Küzmič: Molitvena kniga. Popravlena sztara szlovenszka »Kniga molitvena.« 1904 (prinaredil jo je J. Sakovič)
- Mikloš Küzmič: Molitvena kniga. Popravlena sztara szlovenszka Kniga molitvena. Drügi natisz. 1907 (prinaredil jo je J. Sakovič)
- Mikloš Küzmič: Molitvena kniga. Popravlena sztara szlovenszka Kniga molitvena. Tretji natisz. 1910 (prinaredil jo je J. Sakovič)
- Mikloš Küzmič: Molitvena kniga. Popravlena stara slovenska Kniga molitvena. Četrti natis. 1914 (prinaredil jo je J. Sakovič)
- Mikloš Küzmič: Molitvena kniga. Popravlena stara slovenska Kniga molitvena Četrti natis. 1914 (prinaredil jo je J. Sakovič)
- Mikloš Küzmič: Molitvena kniga. Obprvim 1783, leta vödana na zapoved i sztroske Szily Janosa, prvoga szombathelyszkoga püspeka. Po novih potrebaj predelana od tisinszkoga kaplana, Szakovics Jozsefa leta 1904. i stirikrat vödána od stamparije Smelitsch Ferenca v Radgoni. Zdaj na novo predelana od Szakovics Jozsefa, bivsega törniskoga plebanosa. Zalozso Zver Ivan, knigovez v Murskoj Soboti. Odobrena od cerkvene oblaszti. 1931
- Mikloš Küzmič: Molitvena kniga, popravlena sztára szlovenszka Molitvena kniga. Z dovoljenjom Cerkvene oblaszti vödána 1941 leta. Pri Zvér Jábos knigari v Muraszombati. 1941
- Mikloš Küzmič: Molitvena kniga. Obprvim 1783. leta vödána na zapoved i sztroske Szily Jánosa, prvoga szombathelyszkoga püspeka. Po novih potrebaj predelana od tisinszkoga kaplana Szakovics Jozsefa leta 1904 i stirikrat vödána od stamparije Semlitsch Ferenca v Radgoni. Leta 1929 na novo predelana od Szakovics Jozsefa, bivsega törniskoga plebanosa. Zalozso Zver Janos knigar v Muraszombati. Tretja izdaja. Odobrena od cerkvene oblaszti. 1942
- Janoš Županek: Mrtvecsne peszmi. 1910

## N
- Štefan Žemlič: Návuk od szvétoga potrdjenyá szvesztva, steroga je Zsemlics Stefan leta 1868 v Bellatinci kak kaplan glászo i leta 1871 kak Dolnyega Szinika plebános za szlovenszko lüdsztvo z dopüscsenyom szombathelszkoga vosesnyega dühovnoga poglavársztva vödao v Grádci. 1871
- Peter Kolar: Návuk od potrdjenyá ali férme. Z-vogrszkoga velikoga katekizmusa na sztári szlovenszki jezik obernyeni po Kollár Petri beltinszkom plébánusi. 1902
- Nedelni i svetešnji Evangeliumi. 1939
- Franc Ivanoci: Nisteri pitanye i odgovárjanye, od krszcsánszkoga i szveczkoga (civilnoga) hizsnozákona. 1894
- Jožef Košič: Novi Jezus moje po'selejnye. Katolicsanszka molitvena kniga. Z-navcsenyom k-verno pobo'snomi 'sivlejnyi iti Cérkveni peszmi. 1853
- Jožef Košič: Novi Jezus moje po'selejnye, katolicsanszka molitvena kniga. 1856 (ni ostal)
- Jožef Košič: Novi Jezus moje po'selejnye. Katholicsánszka molitvena knyiga z-navcsenyom k-verno pobosnomi 'sivlejnyi iti czérkveni peszmi. 1875

## O
- Ivan Perša: Od vnouge i velke miloscse i pomoucsi szvétoga skapulera. Karmelszke blazsene Divice Marije. Dobi sze pri fárnoj czérkvi na Gornyem Szaniki. 1898

## P
- Jožef Pustaj: Paduánszki szvéti Anton ino krűh sziromákov. Návo vrásztvo za nevól zsivlenya. Z dopüscenyom »Szvétoga Stevana Drüstva« na sztári szlovenszki jezik obrnyeno. 1898
- Jožef Bagari: Perve knige čtenyá za katholičánske vesničke šolé na povelénye Drüžbe svétoga Števana. Správlene po Bárány Ignáci. 1871
- Jožef Bagari: Perve knige - čtenyá za katholičánske vesničke šolê na povelênye Drüžbe svétoga Števana. Správlene po Bárány Ignáci. 1886
- Pomágaj szám szebé i Boug te pomore, ali: vucsitela i Mihál priátela pripovedávanya od (szövetkezeta) pomágajoucsega drüstva. Piszano od: Kondor Ferencz, államszki skolnika. Halmos 1898. Stampano: z-piszkmi Ujházi Miksa, v-Szoboti (1898)
- Mikloš Küzmič: Pomoucs beté'snih, i mirajoucsih: tou je: nike molitve, z-ſterimi redovnik bete'snoga, ali mirajoucsega, i na ſzmrt oſzodjenoga grejsnika more pomégati, po p. Küzmics Miklósi Sz. Benedeka fare dühovniki, i Szlovenſzke okrogline v öſpöröſſi z-vogrſzkoga na szlovenszki jezik obrnyene, i z-pobo'snim ſztroskom naj viſſe postüvanoga goſzpodina Boros Stevana, szombotelſzke sztolne czérkvi kanonika, i kántora vö zoſtampane. 1781
- Jožef Klekl st.: Pozdrávleno bodi nájplemenitese Oltárszko szvesztvo. 1906
- Alojzij Belek: Priprava za srečno smrt. Sredstva i načini za dosego srečne srmti. Dühovno čtenje, premišlavaje i pobožnosti. Spisao: Bellek Alojzij dühovnik Drüžbe Jezušove. Izdalo za 25 letnico Marijinoga lista toga vredništvo v Črensovcih, ki je prestavo preskrbeli po Bogoslovi. 1929
- Alojzij Belek: Priprava na srečno smrt. Sredstva i načini za dosego srečne srmti. Dühovno čtenje, premišlavanja i pobožnosti. Spisao: Bellek Alojzij dühovnik Drüžbe Jezušove. Izdalo za 25 letnico Marijinoga lista toga vrednišvo v Črensovcih. Z dovoljenjom višešnje cerkvene oblasti kak priloga M. Lista. II. del. 1931
- Alojzij Belek: Priprava za srečno smrt. Sredstva i načini za dosego srečne smrti. Dühovno čtenje, premišlavanje i pobožnosti. Spisao: Bellek Alojzij, dühovnik Drüžbe Jezušove. Izdalo za 15 letnico Marijinoga lista toga vredništvo v Črensovcih. III. del. 1932
- Proroško videnje. 1940

## S
- Jožef Klekl ml.: Skrivnosti živoga rožnoga venca za celo leto. 1912
- Jožef Klekl st.: Skrovnost Marijina ali od robstva preblažene Device. Spisao blaženi Montfortski Grignon Ludovik. Izdalo vredništvo Marijinoga lista za naročnike l. 1913-ga. 1913
- St. Joseph's Church - Betlehem (v angleščini in prekmurščini, ?)
- Sto je pomogo? Odgovorjeno po Szvétom Piszmi. Vödano po Chrovát Ivani, Vágujgely (Nyitra M.). 1906. Stamp Klimeša i Pivka v Lipt. Szv. Miklosi. (1906)
- Mikloš Küzmič: Sveti evangeliomi za nedele i svetke celoga leta z navadnimi molitvami pri božoj slüžbi, pred i po poldnevi. - Pridavek glavnih istin kerščanskega navuka. Z dovoljenjom cirkvenoga poglavarstva. 1921 (verjetno prinaredil jih je J. Sakovič)
- Janoš Županek: Szenje blázsene device Marie (1916?)
- Marko Siseki: Szlednya predga vu pokoj odhájajoucsega plebánosa na novo leto 1888.-o. 1888
- Jožef Pustai(?): Szlovenszke szenszke knige vözebráne z edni nemški knig, stere szo med vszejmi szenskimi knigami te najbógse. 1919
- Szlovenszki ABCDÁR, krsztsánszko-katolicsánszki návuk i drügi za malo decsiczo potrebne recsi. 1868 (predelana izdaja ABC kni'zicze M. Küzmiča)
- Szlovenszki ABCDAR, krsztsánszko-katolicsánszki návuk i druge za malo decsiczo potrebne recsi.
- Szlovenszki ABCDÁR, krsztsánszko-katolicsánszki návuk i drüge za malo decsiczo potrebne recsi. 1871
- Mikloš Küzmič: Szlovenszki silabikár, z-steroga sze decza steti navcsiti, z-nikimi rejcsiczami navküpe pod prespan stampanya dáni. 1780
- Mikloš Küzmič: Szlovenszki silabikár, z-steroga sze decza steti more navcsiti z-nikimi rejcsiczami, iszprilósenim krsztsànszkim návukom navkupe, pod prespan stampanya znouvics dani. 1812
- Mikloš Küzmič: Szlovenszki szilabikár 1820 (ni ostal)
- Mikloš Küzmič: Szlovenszki szilabikár, z-steroga sze decza steti more navcsiti, z-nikimi rejcsiczami, i sz-prilo'senim krsztsanszkim návukom navküpe, pod prespan stampanya znouvics dáni. 1847
- Mikloš Küzmič: Szlovenszki szilabikár, z-steroga sze decza steti more navcsiti, z-nikimi rejcsiczami, sz- prilo'senim krsztsánszkim návukom, pod prespan stampanya znouvics dani. 1851
- Mikloš Küzmič: Szlovenszki szlabikár, z-steroga sze decza steti more navcsiti, z-nikimi rejcsiczami, sz- prilo'senim krsztsánszkim návukom, pod prespan stampanya znouvics dani. (1853)
- Mikloš Küzmič: Szlovenszki szilabikár, z-steroga sze decza steti more navcsiti, z-nikimi rejcsiczami, i sz-prilo'senim krsztsanszkim návukom navküpe, pod prespan stampanya znouvics dani. 1857
- Mikloš Küzmič: Szlovenszki szilabikár, z-steroga sze decza steti more navcsiti. Znikimi rejcsiczami, i szprilosenim krsztsánszkim návukom navküpe. Pod prespan stampanya znouvics dani. 1861
- Mikloš Küzmič: Szlovenszki szilabikár, z-steroga sze decza steti more navcsiti. Z-nikimi rejcsiczami, s szprilosenim krsztsánskim návukom navküpe. Pod prespan stampanya znouvics dani. 1864
- Mikloš Küzmič: Szlovenszki szilabikár, z-steroga sze decza steti more navcsiti. Z-nikimi rejcsziczamo, i szprilosenim krsztsánszkim návukom navküpe. Pod prespan stampanya znouvics dani. 1870
- Mikloš Küzmič: Stároga i nouvoga testamentoma szvéte histórie krátka summa na sztári szlovenszki jezik obrnyena po postüvanom goszpodi Küzmics Miklósi Szvétoga Benedeka fare dühovniki, ino Okrogline szlovenszke vice-öspörössa. Z dopüscsenyom králeszke viszoke soule stamparie. 1858
- Mikloš Küzmič: Sztároga i nouvoga testamentoma szvéte histórie krátka summa na sztári ſzlovenſzki jezik obrnyena po postüvanom goſzpoudi Küzmics Miklós, Szvétoga Benedeka fare dühovniki, ino Okrogline szlovenszke vice öspöröſſa. 1796
- Mikloš Küzmič: Sztároga, i nouvoga testamentoma szvéte hisztorie krátka summa na sztári szlovenszki jezik obrnyena po postüvanom goszpoudi Küzmics Miklósi, Szvétoga Benedeka fare Dühovniki, ino Okrogline szlovenszke vice-öspörössa. 1813
- Mikloš Küzmič: Sztároga i nouvoga testamentoma szvéte historie krátka summa na ſztári ſzlovenſzki jezik obrnyena po poſtüvanom goſzpoudi Küzmics Miklósi, Szvétoga Benedeka fare dühovniki, ino Okroglíne szlovenſzke vice-öſpörössa. Z dopüſcsenyom králeszke viszoke soule stamparie. 1833
- Mikloš Küzmič: Sztároga i nouvoga testamentoma szvéte histórie krátka summa na sztári szlovenszki jezik obrnyena po postüvanom goszpoudi Küzmics Miklósi Szvétoga Benedeka fare dühovniki, ino Okrogline szlovenszke vice-öspörössa. Z dopüscsenyom králeszke viszoke soule stamparie. 1853
- Mikloš Küzmič: Sztároga i nouvoga testamentoma szvéte histórie krátka summa na stári szlovenszki jezik obrnyena po postüvánom goszpoudi Küzmics Miklosi, Szvétoga Benedeka fare dühovniki, ino Okrogline szlovenszke vice-öspörössa. Z dopüscsenyom králeszke viszoke soule stamparie. 1856
- Mikloš Küzmič: Sztároga i nouvoga testamentoma szvéte histórie krátka summa. Na sztári szlovenszki jezik obrnyena po postüvanom goszpoudi Küzmics Miklósi, Szvétoga Benedeka fare dühovniki, ino Okrogline szlovenszke vice-öspörössa. Z dopüscsenyom králeszke viszoke soule stamparie. 1864
- Mikloš Küzmič: Sztároga, i nouvoga testamentoma szvéte histórie krátka summa. Na sztári szlovenszki jezik obrnyena po postüvanom goszpoudi Küzmics Miklosi, Szvétoga Benedeka fare dühovniki, ino Okrogline szlovenszke vice-öspörössa. Z dopüscsenyom králeszke viszoke soule stamparie. 1868 ali 1869(?)
- Anton Števanec: Szerczé Jezus. Molitvena i peszmena kniga za pobozsne krscsenike. 1896
- Anton Števanec: Szrcé Jézus. Molitvena i peszmena kniga za pobozsne krscsenike. II. natisz. 1901
- Anton Števanec: Szrcé Jézus. Molitvena kniga i peszmena kniga za pobozsne krscsenike. III. natísz. 1907
- Anton Števanec: Szrcé Jezus. Molitvena i peszmena kniga za pobozsne krscsenike. IV. poprávleni natísz. 1913
- Anton Števanec: Szrcé Jezus. Molitvena i peszmena kniga. V. natisz. 1916 (Cerkvena oblast je knjigo prepovedala 1917, primerek ni v razvidu)
- Jakob Sabar: Szvéta kri'zna pout ali Bridko terplejnye ino szmrt nassega goszpodna Jezussa Krisztussa na ponizno premislávanye ino pobo'snoszt za katolicsánszke krscenike. 1850
- Jakob Sabar: Szvéta kri'sna pout ali Bridko terplejnye ino szmrt nassega goszpodna Jesussa Krisztussa na ponizno premislávanye ino pobo'snoszt za katolicsánszke krscseniki. 1851 (skupaj z delom J. Košiča Jezus moje po'selejnye)
- Jakob Sabar: Szvéta kri'sna pout ali Bridko terplejnye ino szmrt nasega goszpodna Jesusa Krisztussa na ponizno premislávanye ino pobo'snoszt za katolicsánszke krscsenike. 1852 (skupaj z delom Jesus moje po'selejnye)
- Jakob Sabar: Szvéta kri'sna pout ali bridko terplejnye ino szmrt nassega goszpodma Jezusa Krisztusa na ponizno premislávanye ino pobo'snoszt za katolicsanszke krscseniki. 1853
- Jakob Sabar: Szveta krizsna pout ali bridko trplenye ino szmrt nassega goszpodna Jezusa Kriſztussa na ponizno premislávanye ino pobozsnoszt za katolicsánszke krscseniki. 1853 (skupaj s Knigo molitveno, 1853)
- Jakob Sabar: Szvéta kri'sna pot ali Bridko terplejnye ino szmrt nasega goszpodna Jesusa Krisztusa na ponizno premislávanye ino pobo'snoszt za katolicsanszke krscsenike. 1870 (skupaj s Knigo molitveno, 1870)
- Jakob Sabar: Szévta krizsna pot. 1877 (skupaj s Knigo molitveno, 1877)
- Jakob Sabar: Szvéta križna pot. 1885 (skupaj z molitvenikom Jezus moje poželenje, 1885)
- Jožef Borovnjak: Szvéta krizsna pot (skupaj s Knigo molitveno, 1877)
- Jožef Borovnjak: Szvéta krizsna pot (skupaj s Knigo molitveno, 1891)
- Jožef Borovnjak: Szvéti Angel csuvár ali vodnik nebesza. 1875
- Jožef Borovnjak: Szvéti angel csuvár ali vodnik v-nebésza. Drügi natisz. 1890
- Mikloš Küzmič: Szvéti evangyeliomi pouleg kalendárioma, i réda rimſzkoga na vſze nedelne, i szvétesnye dní z-obcsinszkoga ſzvétoga píſzma po zapouvidi nyih goszposztva, i náj viſſe poſtüvanoga goszpouda Szily Jánosa, z-Gornyega Szopora, szombotelſzkoga püſpeka, na sztári szlovenſzki jezik, po poſtüvanom goſzpoudi Küzmics Miklósi, Szvétoga Benedeka fare dühovniki, ino Okrogline szlovenſzke vice-öſpöröſſa obrnyeni, i ſztroskom onoga nyih goſzpoſztva püſpeka vö zoſtampani. 1780
- Mikloš Küzmič: Szvéti evangyeliomi pouleg kalendárioma, i réda rimſzkoga na vſze nedelne, i szvétesnye dní z-obcsinſzkoga ſzvétoga píſzma po zapouvidi njih gosposztva, i naj viſſe postüvanoga goszpodina Szily Jánosa z-Gornyega Szopora, prvoga szombotelſzkoga püspeka, na sztári szlovenſzki jezik, po postüvanom goſzpoudi Küzmics Miklósi, Szvétoga Benedeka fare dühovniki, ino Okrogline szlovenſzke vice öspöröſsa obrnyeni, i ſztroſkom nyih goszpoſztva previſzikoga, i náj visse postüvanoga goszpodina Herzan Ferencza, z-Harrasa grofa, Sz. R. Cz. popa kardinalissa, dürgoga szombotelſzkoga püspeka znouvics vö zostampani. 1804
- Mikloš Küzmič: Szvéti evangyeliomi pouleg kalendárioma, i réda rimſzkoga na vſze nedelne, i szvétesnye dní z-obcsinſzkoga ſzvétoga píſzma po zapouvidi njih gosposztva, i naj viſſe postüvanoga goszpodina Szily Jánosa z-Gornyega Szopora, prvoga szombotelſzkoga püspeka, na sztári szlovenſzki jezik, po postüvanom goſzpoudi Küzmics Miklósi, Szvétoga Benedeka fare dühovniki, ino Okrogline szlovenſzke vice öspöröſsa obrnyeni, i ſztroſkom nyih goszpoſztva previſzikoga, i náj visse postüvanoga goszpodina Herzan Ferencza, z-Harrasa grofa, Sz. R. Cz. popa kardinalissa, dürgoga szombotelſzkoga püspeka znouvics vö zostampani. 1804 (še enkrat)
- Mikloš Küzmič: Szvéti evangyeliomi na vsze nedele i szvétesnye dni. 1821
- Mikloš Küzmič: Szvéti Evangyeliomi pouleg réda rimszkoga na vsze nedele i szvétesnye dni z-obcsinszkoga szvétoga píszma na szlovenszki jezik obrnyeni po V. P. goszpoudi Küzmics Miklosi, plebánusi i vice esperesti. Ob tretjem vö zostampani v-Graczi. 1841 (v resnici je 5. izdaja)
- Mikloš Küzmič: Szvéti evangyeliomi pouleg réda rimszkoga na vsze nedele i szvétesnye dni z-obcsinszkoga szvétoga píszma na szlovenszki jezik obrnyeni po V. P. goszpoudi Küzmics Miklósi, plébánosi i vice esperesti. Ob tretjem vö zostampani v Graczi. 1845 (v resnici je 6. izdaja)
- Mikloš Küzmič: Szvéti evangyeliomi pouleg réda rimszkoga na vsze nedele i szvétesnye dni z-obcsinszkoga szvétoga píszma na szlovenszki jezik obrnyeni po V. P. goszpoudi Küzmics Miklosi, plebánusi i viceesperesti Zetopüscsenyem poglavársztva. 1852
- Mikloš Küzmič: Szvéti evangelii za nedele i szvétke czeloga leta. Z-terplenyem nasega Zvelicsitele u navadnimi molitvami pri bozsoj szlüzsni po viszoko postüvanom goszpodi Küzmics Miklosi szlavne fare benedicske plebanusi v. esperesi poszlovencseni i dosztakrat na dühoven haszek natisznyeni zse od leta 1804. – Zdaj na novo z-dopüscsenyem czirkvenoga vladarsztva. 1858
- Mikloš Küzmič: Szvéti evangeliomi za nedele i szvétke celoga leta. Z navadnimi molitvami pri bozsoj szlüzsbi, pred i po poldnévi. Pridavek glavnih isztin kerscsanszkoga navuka. 1877 (prinaredil ga je J. Borovnjak)
- Mikloš Küzmič: Szvéti evangeliomi za nedele i szvétke celoga leta. Z navadnimi molitvami pri bozsoj szlüzsbi, pred i po poldnévi. – pridavek glavnih isztin kerscsanszkoga navuka, Z dovoljenyom cirkvenoga poglavarsztva. 1879 (prinaredil ga je J. Borovnjak)
- Mikloš Küzmič: Szvéti evangeliomi za nedele i szvétke celoga leta. z navadnimi molitvami pri bozsoj szlüzsbi, pred i po poldnévi. – pridavek glavnih istin kerscsanszkoga navuka. 1885 (prinaredil ga je J. Borovnjak)
- Mikloš Küzmič: Szvéti evangeliomi za nedele i szvétke celoga leta Z nisterami molitvami. 1906
- Mikloš Küzmič: Szvéti evangeliomi za nedele i szvétke celoga leta. Z návadnimi molitvami pri bozsoj szlüzsbi, pred i po podnévi. Prídavek glavnih isztin kerscsanszkoga návuka. 1913

## V
- Janoš Županek: Válen bojdi Jézus Kristus! Vu iméni Ocsé, i Sziná, i Dühá, szvétoga Ámen Je szpíszao Zsupánek János. Doleje zostámpanó, z Velki Sálovecz'ne Kovács Miklósa czeringe. 1908
- Janoš Županek: Vu iméni Ocsé, i Szína, i Düha, szvétoga. Je szpiszaó Z'supánek János! Doleje zostámpanó, Zvelki Sálovecz'nei Kovács Miklós czeringe. Vu iméni Jézusóvom. (1908)
- Janoš Županek: Vu iméni Ocsé, Sziná i Dühá Szvétoga. Amen. Quilin Printing Company South Betlehem (v Združenih državah, ?)
- Jožef Borovnjak in Vendel Ratkovič: Veliki katekizmus. Katolicsánszkoj mladoszti za pravi krscsánszki navuk. Po Kraleszki derzsanyaj. 1864

## Z
- Štefan Selmar: Zgodbe Sztároga i Nóvoga Zákona za solszko deczo poleg knige Róder Alajosa, na sztári szlovenszki jezik prenesene, Vödane po Drüstvi szvétoga Stevana. 1873
- Štefan Selmar: Zgodbe Sztároga i Nóvoga Zákona za solszko detczo poleg knige Róder Alajosa, na stári szlovenszki jezik prenesene. 1880
- Štefan Selmar: Zgodbe Sztároga i Nóvoga Zákona na solszko detczo poleg knige Róder Alajosa, na sztári szlovenszki jezik prenessene. Vödáne po Drüstvi szvétoga Stevana. 1891
- Franc Ivanoci: Zgrüntávanye düsnevejszti. 1896

## Ž
- Jožef Klekl st.: Življenjepis Blažene Jezušekove Trezike. 1923
- Jožef Klekl st.: Živlenjepis svete Treze v podobi devetdnevnice zloženi od Ligourijanskoga svetoga Alphonza. Prestaviteo: Klekl Jožef. 1913